# Klątwa Różowej Pantery
Klątwa Różowej Pantery – amerykańsko-brytyjska komedia kryminalna z 1983 roku. Pierwsza część serii bez Petera Sellersa. Ósma z serii.

## Główne role
- David Niven – Sir Charles Litton
- Robert Wagner – George Lytton
- Herbert Lom – Nadinspektor Charles LaRousse Dreyfus
- Capucine – Lady Simone Litton
- Joanna Lumley – Hrabina Chandra
- Robert Loggia – Bruno Langois
- Harvey Korman – Prof. Auguste Balls
- Burt Kwouk – Cato Fong
- Ted Wass – Sierżant Clifton Sleigh
- Roger Moore – Inspektor Jacques Clouseau
- Leslie Ash – Juleta Shane
- André Maranne – Sierżant Francois Duval

## Fabuła
Skradziona zostaje Różowa Pantera – słynny diament. Niestety inspektor Clouseau również zaginął. W tej sytuacji, prezydent Francji używa supernowoczesnego komputera aby wybrać, najlepszego wśród wszystkich, policjanta, który odnajdzie Różową Panterę oraz samego Clouseau. Nadinspektor Dreyfus miesza w komputerze, aby ten wybrał największego fajtłapę. Wyznaczony zostaje sierżant Clifton Sleigh. Ustala on, że w kradzież zamieszany jest legendarny Fantom Sir Litton.